# Associazione Calcio Sant'Elena Quartu 1981-1982
Questa voce raccoglie le informazioni riguardanti l'Associazione Calcio Sant'Elena Quartu nelle competizioni ufficiali della stagione 1981-1982.

## Rosa
| N. |                   | Ruolo | Calciatore         |
| -- | ----------------- | ----- | ------------------ |
|    | Italia (bandiera) | C     | Elio Biondi        |
|    | Italia (bandiera) | C     | Giuseppe Cao       |
|    | Italia (bandiera) | D     | Luigi De Pau       |
|    | Italia (bandiera) | D     | Antonello Gariazzo |
|    | Italia (bandiera) | D     | Ignazio Leschio    |
|    | Italia (bandiera) | C     | Roberto Lintas     |
|    | Italia (bandiera) | A     | Mario Mureddu      |
|    | Italia (bandiera) | D     | Marcello Ottaviani |
|    | Italia (bandiera) | C     | Mario Perra        |
|    | Italia (bandiera) | A     | Gianpaolo Pillosu  |

| N. |                   | Ruolo | Calciatore          |
| -- | ----------------- | ----- | ------------------- |
|    | Italia (bandiera) | C     | Andrea Pinna        |
|    | Italia (bandiera) | A     | Antonio Piras       |
|    | Italia (bandiera) | P     | Enrico Piras        |
|    | Italia (bandiera) | C     | Massimo Piscedda    |
|    | Italia (bandiera) | C     | Antonio Podda       |
|    | Italia (bandiera) | D     | Luciano Porru       |
|    | Italia (bandiera) | P     | Enrico Rais         |
|    | Italia (bandiera) | D     | Carlo Traverso      |
|    | Italia (bandiera) | D     | Carlo Tronci        |
|    | Italia (bandiera) | C     | Gianpaolo Zaccheddu |